# Okko Järvi
Okko Johannes Järvi (12 januari 1996) is een Fins basketballer.

## Carrière
Järvi maakte zijn profdebuut in de Finse eerste klasse bij Tapiolan Honka waar hij twee seizoenen speelde. Van 2015 tot 2017 speelde hij voor Salon Vilpas in de Finse eerste klasse. Hij speelde daarna een seizoen voor reeksgenoot Espoo United. Van 2018 tot 2021 speelde hij voor Karhu Kauhajoki opnieuw in de Finse eerste klasse. In 2019 werd hij landskampioen met Kauhajoki.
In 2022 tekende hij een contract bij Phoenix Brussels waar hij een seizoen speelde. Na een seizoen keerde hij terug naar Finland en tekende bij Helsinki Seagulls. Bij Helsinki speelde hij twee seizoenen voordat hij bij het Estische KK Pärnu tekende in 2024.

## Erelijst
- Fins landskampioen: 2019, 2023
- Fins bekerwinnaar: 2024
- Finse competitie MVP: 2021